# دیگو لاکسالت
دیگو سباستین لاکسالت سوارز (اسپانیایی: Diego Sebastián Laxalt Suárez‎؛ زادهٔ ۷ فوریهٔ ۱۹۹۳) بازیکن فوتبال اهل اروگوئه است.
از باشگاه‌هایی که در آن بازی کرده‌است می‌توان به دفنسور اسپورتینگ، بولونیا، جنوآ، و میلان اشاره کرد.
وی همچنین در تیم ملی اروگوئه بازی کرده‌است.